# Мурашов Володимир Кирилович
Володимир Кирилович Мурашов (30 травня 1935 року — †10 червня 2015 року) — заслужений кавалер трьох
орденів «Трудової Слави»,  «Заслужений працівник промисловості України», він – Почесний
громадянин м. Гола Пристань. Неодноразово нагороджувався правлінням рибколгоспу ім. С.М. Кірова, АРК
«Рибалки Херсона», Міністерством рибного господарства, Голопристанською міською радою.працівник АРК «Рибалки Херсона», з 1970 по 2004 — капітан мотофелюги.

## Біографія
Мурашов Володимир Кирилович народився 30 травня 1935 року в с. Білогрудове Херсонської області (нині м. Гола Пристань). Українець. Здобував освіту в школі в Голопристанському районі, але у зв'язку з сімейними труднощами був вимушений покинути школу і працювати з батьком у колгоспі, щоб прогодувати багатодітну родину. 
- 1956   року   почав  свою  трудову діяльність  на  бавовняному комбінаті обласного  центру.
- 1961 року  член рибколгоспу ім. С.М. Кірова,(АРК«Рибалки  Херсона»),старшим  помічником капітана  на  СЧС-77.
- 1970  року  переведений  капітаном  мотофелюги «Тріска».
- 1975 року нагороджений орденом Трудової Слави ІІІ ступеня.
- 1981 року нагороджений орденом Трудової Слави ІІ ступеня
- 1983 року призначений капітаном мотофелюги «Барс-Дракон».
- 1986 року нагороджений орденом Трудової Слави І ступеня
- 1988-2004 капітан мотофелюги «Барс-Гепард»,виступав новатором у рибній галузі.
- 1997 року присвоєно звання «Заслужений працівник промисловості України»
- З 2004-2015 роки перебував на пенсії,залишався капітаном-наставником на громадських засадах, навчав молодь рибацькому ремеслу.

## Нагороди
- Повний кавалер ордена «Трудової Слави». За самовіддану працю, значний внесок в розвиток колгоспного виробництва та рибогосподарської галузі Указом Президії Верховної Ради СРСР від 21 квітня 1975 року нагороджений орденом Трудової Слави ІІІ ступеня, Указом Президії Верховної Ради СРСР від 17 березня 1981 року — орденом Трудової Слави ІІ ступеня, Указом Президії Верховної Ради СРСР від 17 лютого 1986 року — орденом Трудової Слави І ступеня.[1]
- «Заслужений працівник промисловості України» присвоєнно Указом Президента України від 07.07.1997 за самовіддану працю, значний особистий внесок у розвиток колгоспного виробництва та рибогосподарської галузі.[2]
- Почесний громадянин Голої Пристані